# Biblioteka dlja čtenija
Biblioteka dlja čtenija (in russo Библиотека для чтения?) è stato un mensile pubblicato a San Pietroburgo dal 1834 al 1865. Gli argomenti trattati spaziavano dalla letteratura alle scienze, all'arte, all'industria, all'attualità e alla moda.

## Storia
La rivista fu fondata dall'editore Aleksandr Filippovič Smirdin, il quale aveva ereditato una biblioteca dall'editore Vasilij Alekseevič Plavil'ščikov ispirata alle cosiddette bibliothèque pour la lecture, alle quali ci si poteva iscrivere con una quota modesta. Tale biblioteca diede il nome alla rivista.
Ispirata ai mensili francesi e inglesi, la rivista era composta da un volume di 500 pagine contenenti un ciclo di letture mensili destinate alle famiglie. Gli articoli erano incentrati sull'agricoltura o sulla moda ed era anche possibile ordinare degli abiti dai sarti locali. Venivano regolarmente pubblicate le opere letterarie di Aleksandr Sergeevič Puškin, Michail Jur'evič Lermontov, Michail Nikolaevič Zagoskin, Tobias Smollett, Honoré de Balzac, Alexandre Dumas padre, George Sand e altri autori, nonché articoli scientifici e recensioni.
La rivista vide tra i suoi primi redattori Nikolaj Ivanovič Greč e Osip Ivanovič Senkovskij. Quest'ultimo diresse il comitato editoriale dal 1836 e fu uno dei principali autori di tutta la storia del mensile. Sotto la direzione di Senkovskij, la rivista rifiutava ogni canone estetico delle scuole letterarie, prediligendo una critica soggettiva basata sul gusto personale dell'autore.
La rivista calò di popolarità a partire dagli anni quaranta dell'Ottocento, anche per via dell'affermazione di nuovi periodici come Otečestvennye zapiski e Sovremennik, per cui venne ceduta a V. P. Pečatkin, il quale affiancò a Senkovskij Al'bert Vikent'evič Starčevskij.
Nel 1856 a Senkovskij succedette Aleksandr Vasil'evič Družinin, il quale coinvolse nuovi autori di grande fama come Lev Tolstoj, Aleksandr Nikolaevič Ostrovskij, Ivan Aleksandrovič Gončarov, Apollon Nikolaevič Majkov e Afanasij Afanas'evič Fet-Šenšin. L'ultimo curatore editoriale della rivista fu Pëtr Boborykin, che pubblicò il primo romanzo antinichilista Non c'è via d'uscita (in russo Некуда?, Nekuda) di Nikolaj Semënovič Leskov.
La rivista venne chiusa nell'aprile del 1865 per il calo delle vendite. L'ultimo suo codirettore fu Nikolaj Ivanovič Voskobojnikov.